# 西経15度線
西経15度線（せいけい15どせん）は、本初子午線面から西へ15度の角度を成す経線である。北極点から北極海、グリーンランド、アイスランド、大西洋、アフリカ、南極海、南極大陸を通過して南極点までを結ぶ。西経15度線は、東経165度線と共に大円を形成する。

## 通過する地域一覧
西経15度線は、北極点から南極点まで南に向かって以下の場所を通っている。
| 地理座標                                             | 国土・領土・領海 | 備考                                                      |
| ---------------------------------------------------- | ---------------- | --------------------------------------------------------- |
| 北緯90度0分 西経15度0分 / 北緯90.000度 西経15.000度  | 北極海           |                                                           |
| 北緯81度55分 西経15度0分 / 北緯81.917度 西経15.000度 | グリーンランド   |                                                           |
| 北緯80度44分 西経15度0分 / 北緯80.733度 西経15.000度 | 大西洋           | グリーンランド海                                          |
| 北緯66度21分 西経15度0分 / 北緯66.350度 西経15.000度 | アイスランド     |                                                           |
| 北緯64度14分 西経15度0分 / 北緯64.233度 西経15.000度 | 大西洋           |                                                           |
| 北緯24度35分 西経15度0分 / 北緯24.583度 西経15.000度 | 西サハラ         | モロッコが領有権を主張                                    |
| 北緯21度20分 西経15度0分 / 北緯21.333度 西経15.000度 | モーリタニア     |                                                           |
| 北緯16度41分 西経15度0分 / 北緯16.683度 西経15.000度 | セネガル         |                                                           |
| 北緯13度48分 西経15度0分 / 北緯13.800度 西経15.000度 | ガンビア         |                                                           |
| 北緯13度29分 西経15度0分 / 北緯13.483度 西経15.000度 | セネガル         |                                                           |
| 北緯12度41分 西経15度0分 / 北緯12.683度 西経15.000度 | ギニアビサウ     |                                                           |
| 北緯10度57分 西経15度0分 / 北緯10.950度 西経15.000度 | ギニア           | カチェック島（英語版）                                    |
| 北緯10度46分 西経15度0分 / 北緯10.767度 西経15.000度 | 大西洋           |                                                           |
| 南緯60度0分 西経15度0分 / 南緯60.000度 西経15.000度  | 南極海           |                                                           |
| 南緯72度4分 西経15度0分 / 南緯72.067度 西経15.000度  | 南極大陸         | ドローニング・モード・ランド（ ノルウェーが領有権を主張） |